# Roger Zannier
Pour les articles homonymes, voir Zannier.
Roger Zannier, né le 9 juillet 1944, est un industriel et patron français.

## Biographie
Fils de maçon italien, il achète deux machines à coudre et se lance dans la confection avec sa sœur Josette à Saint-Chamond.
En 1962, il crée la société Zannier spécialisée dans la vente de vêtements pour enfants. Dans les années 1980, le Groupe Zannier lance la marque Z en 1983 et devient un acteur majeur du marché de la mode enfantine.
En 1989, le groupe Zannier sponsorisa l'équipe cycliste Z. Roger Zannier arrêtera ce partenariat en 1992.
40 ans plus tard, il est à la tête d'une entreprise de plus de 3 500 personnes fabriquant des vêtements pour enfants, le groupe Zannier. Le chiffre d'affaires de son entreprise approchait en 2001 les 600 millions d'euros.
En 1991, il investit dans un domaine viticole dans le Douro, au Portugal : Quinta do Pessegueiro.
En 1998, Roger Zannier s’installe en Suisse.
En 2004, il est nommé directeur de la société Pebercan, Inc., une compagnie de prospection pétrolière canadienne (dont participent Gérard Depardieu, Michel Reybier et Gérard Bourgoin).
En 2006, il rachète à Marc Veyrat son restaurant « La Ferme de mon père » à Megève.
En 2008, il se hisse à la 113e place au classement des fortunes de France. En 2016, il y occupe la 125e place.
En 2014, Roger Zannier acquiert le vignoble Château Saint-Maur.
En 2014, Roger Zannier crée la banque Warwyck avec des entrepreneurs comme Claude Berda, Philippe Alliot, Frank Brusco, pour dépasser le milliard sous gestion dès 2015.
En avril 2016, il est cité dans l'affaire des Panama Papers, et en décembre le groupe Zannier change de nom pour s’appeler Kidiliz Group,.
En mai 2018, Roger Zannier annonce qu’il a vendu son groupe au groupe chinois Zhejiang Semir Garment,.

## Polémique
En 1994, Roger Zannier annonce la vente de la société Kickers à l’homme d’affaires controversé italien Flavio Briatore pour, en 1995, annoncer qu’il rachète Kickers. La manœuvre financière attira les critiques et la Commission des opérations de bourse se penchera sur cette vente-achat.